# پیشامد
در نظریهٔ احتمالات ،پیشامد مجموعهای شامل برخی نتایج ممکن برای آزمایشی تصادفی است که زیرمجموعه‌ای از فضای نمونه می‌باشد. اگر برآمد (نتیجه، خروجی) یک آزمایش در پیشامد {\displaystyle E} وجود داشته‌باشد می‌گوییم پیشامد {\displaystyle E} رخ داده است.

برآمد حاصل از یک آزمایش می‌تواند عضو پیشامدهای متعددی باشد. همچنین پیشامدهای مختلفی می‌توانند روی یک آزمایش تعریف شوند که لزوماً احتمال وقوع آن‌ها یکسان نیست؛ زیرا هر کدام می‌توانند شامل گروه‌های مختلفی از برآمدها باشند.

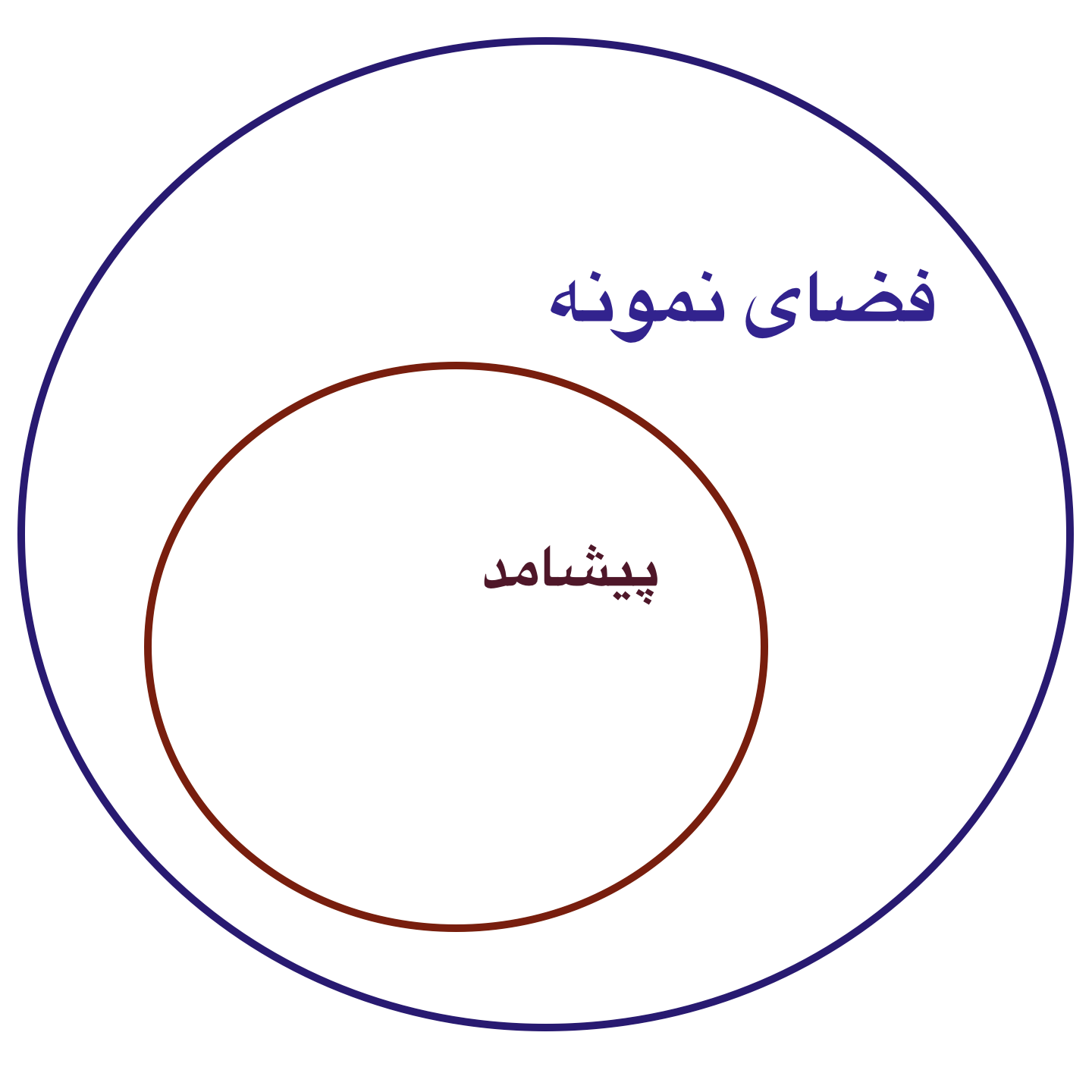
پیشامد زیرمجموعه‌ای از فضای نمونه است. (نمودار ون)

## مثال
- پیشامد اینکه مجموع اعداد ظاهر شدهٔ حاصل از پرتاب ۲ تاس ۶ شود:

{\displaystyle E1=\{(1,5),(2,4),(3,3),(4,2),(5,1)\}}

- پیشامد اینکه عمر یک ترانزیستور کمتر از ۵ساعت باشد:

{\displaystyle E2=\{t:0<=t<5\}}

- پیشامد اینکه در پرتاب ۲ سکه اولی رو بیاید:

{\displaystyle E3=\{(H,H),(H,T)\}}

- پیشامد اینکه یک بچه دختر باشد:

{\displaystyle E4=\{g\}}

زمانی که همهٔ برآمدها احتمال وقوع یکسان داشته‌باشند، احتمال وقوع پیشامد {\displaystyle A} (از فضای نمونهٔ {\displaystyle S}) از فرمول زیر به دست می‌آید:

{\displaystyle P(E)={\frac {|A|}{|S|}}}

## روابط
برای هر ۲پیشامد {\displaystyle E} و {\displaystyle F} پیشامد
{\displaystyle E\cup F}
اجتماع {\displaystyle E} و {\displaystyle F} نامیده می‌شود و شامل برآمدهایی است که دست کم در یکی از پیشامدهای {\displaystyle E} و {\displaystyle F} آمده باشند. به‌طور مشابه می‌توانیم راجع به اجتماع بیش از ۲ پیشامد بحث کنیم:{\displaystyle \bigcup \limits _{i=1}^{n}E_{i}}

همچنین پیشامد {\displaystyle EF}(یا
{\displaystyle E\cap F}
) اشتراک {\displaystyle E} و {\displaystyle F} تعریف می‌شود و شامل برآمدهایی است که عضو هر ۲ پیشامد {\displaystyle E} و {\displaystyle F} باشند. (برای n پیشامد داریم : {\displaystyle \bigcap \limits _{i=1}^{n}E_{i}})

مثال: اگر پیشامد {\displaystyle F} را ۶ شدن حاصل ضرب اعداد ظاهر شده در پرتاب ۲ تاس تعریف کنیم ({\displaystyle F=\{(1,6),(2,3),(3,2),(6,1)\}}) پیشامد
{\displaystyle E1\cap F}
شامل هیچ عضوی نخواهد بود و پیشامد تهی
(
{\displaystyle E1\cap F=\varnothing }
) نامیده می‌شود.

در نهایت برای هر پیشامد {\displaystyle E}،
{\displaystyle E^{c}}
(یا ′{\displaystyle E})
مکمل آن نام دارد و شامل همهٔ عضوهای فضای نمونه که در {\displaystyle E} نباشند می‌باشد. {\displaystyle E^{c}} یکتا می‌باشد.
در یک آزمایش تصادفی مجموع احتمال وقوع همهٔ برآمدها (فضای نمونه) برابر یک است. هر پیشامد و مکملش همهٔ اعضای فضای نمونه را شامل می‌شوند و هیچ عضو مشترکی ندارند بنابراین احتمال
{\displaystyle E^{c}}
به صورت زیر محاسبه می‌شود:

{\displaystyle {\displaystyle P(A^{c})=1-P(A).}}

## پیشامد ساده
در نظریهٔ احتمالات یک پیشامد ساده نامیده می‌شود اگر تنها شامل یک عضو فضای نمونه باشد. در نظریه‌ی مجموعه‌ها پیشامد ساده یک مجموعه‌ی تک‌عضوی محسوب می‌شود. معمولاً برای سادگی به جای پیشامدهای ساده تنها برآمد آن‌ها نوشته می‌شود.
مثال:
در پرتاب متوالی ۲ سکه با فضای نمونهٔ
{\displaystyle S=\{TT,TH,HT,HH\}}
پیشامدهای
{\displaystyle \{TT\}}
،
{\displaystyle \{TH\}}
،
{\displaystyle \{HT\}}
،
{\displaystyle \{HH\}}
ساده محسوب می‌شوند.